# Acanthopterygii
Acanthoptérygiens
Super-ordre
Les Acanthopterygii (les Acanthoptérygiens) forment un super-ordre de poissons osseux téléostéens (Teleostei) caractérisé par des nageoires rayonnées.

## Liste des ordres
Selon ITIS :
- ordre Atheriniformes
- ordre Beloniformes
- ordre Beryciformes
- ordre Cyprinodontiformes Berg, 1940
- ordre Gasterosteiformes
- ordre Mugiliformes
- ordre Perciformes
- ordre Pleuronectiformes
- ordre Scorpaeniformes
- ordre Stephanoberyciformes
- ordre Synbranchiformes
- ordre Tetraodontiformes
- ordre Zeiformes